# 玉山沙參
玉山沙參是桔梗科沙参属的植物，是台灣的特有植物。分布在台灣本島，生长于海拔2,500米至3,000米的地区，目前尚未由人工引种栽培。

## 亞種
亞種有高山沙參（Adenophora morrisonensis subsp. uehatae (Yamam.) Lammers），异名Adenophora uehatae Yamam.。